# تانو يتزوج مانو
تانو يتزوج مانو (بالإنجليزية: Tanu Weds Manu)‏ هو فيلم درامي كوميدي رومانسي هندي باللغة الهندية عام 2011 من إخراج أناند إل راي، ومن إنتاج شايلش آر سينغ. من النجوم آر مادهافان، كانجانا رانوت، جيمي شيرجيل، إيجاز خان، سوارا بهاسكار وديباك دوبريال  تم كتابة قصة الفيلم بواسطة هيمناشو شارما، وتم إخراج الموسيقى بواسطة كريشنا سولو، وتم كتابة الكلمات بواسطة راجشيخار.
تم إصدار فيلم تانو ويدس مانو في 25 فبراير 2011 وحقق نجاحًا تجاريًا، لا سيما في دلهي وأوتار براديش والبنجاب. عند إصداره، تلقى الفيلم مراجعات متباينة إلى إيجابية من النقاد، مع الثناء على مفهومه المنعش، والسيناريو، والموسيقى التصويرية، وأداء الممثلين، وخاصة رانوت.
في حفل توزيع جوائز فيلم فير السابع والخمسين، فازت أغنية تانو ويدس مانو بجائزة آر. دي. بورمان للموهبة الموسيقية الجديدة (كريشنا سولو)، بالإضافة إلى ترشيح لجائزة أفضل ممثلة مساعدة عن أداء بهاشكار.
تم إعادة إنتاجه باللغة التيلجو باسم مستر بيلكودوكو (2013). تم إصدار تكملة للفيلم بعنوان عودة تانو يتزوج مانو في 22 مايو 2015.

## حبكة
مانوج كومار شارما المعروف باسم مانو هو طبيب غير مقيم يعيش في لندن. يأتي إلى الهند للبحث عن عروس هندية والزواج منها. لقد قام والديه بالفعل باختيار بعض الفتيات ليقابلهن، وقاموا هم وصديقه بابي بأخذه إلى كانبور لمقابلة تانوجا تريفيدي، المعروفة باسم تانو. بعد أن هبطوا في كانبور، تعرض مانو للضرب على يد بعض البلطجية في محطة السكة الحديدية. والدة تانو تخبرها أن ابنتها تعاني من الحمى وأنها تناولت للتو حبوبًا منومة. يلقي مانو نظرة على تانو النائمة ويقع في الحب. ويوافق على الزواج، وتقرر العائلتان الذهاب إلى الحج وطلب بركات الله قبل الخطوبة.
أثناء رحلة القطار، أخبرت تانو مانو أنها تناولت حبوبًا منومة عمدًا حتى تنام وتتجنب مقابلته. تخبره أنها تحب شخصًا آخر ولديها وشم باسمه على جسدها مكتوبًا عليه "أواسثي". تطلب من مانو أن يرفضها الآن. مانو يشعر بخيبة أمل شديدة لأنه يحبها بشكل كبير، لكنه يفعل الشيء اللائق كما ينبغي. تمر الأسابيع ويلتقي بالعديد من الفتيات المحتملات من العائلات المناسبة؛ واحدة منهن هي أيوشي أواسثي، شقيق راجا أواسثي، الذي يتوسل إلى مانو للزواج من أخته. يتفق مانو على أن أيوشي لطيفة للغاية لكنه يقول إنه "عاجز" ولا يستطيع الزواج منها لأنه يحب فتاة أخرى. يتفهم راجا أن هناك شيئًا ما غير صحيح ويحترم مانو لكونها صادقة.
لاحقًا في المنزل، يعلن مانو أنه يفضل عدم الزواج الآن ويعرب عن رغبته في المغادرة إلى لندن. لكن بابي يخبره عن حفل زفاف صديقته المفضلة في المدرسة جاسي، ويسافران إلى البنجاب لحضور الحفل. عند وصولها، تكتشف مانو أن تانو ستحضر حفل الزفاف أيضًا وأنها أفضل صديقة لبايال، عروس جاسي. تتوافق تانو ومانو بشكل جيد، ويصل والديهما إلى حفل الزفاف.
تعتقد تانو أن مانو اتصل بهم ويحاول إعادة تأسيس اتصال زفافهم الملغى. إنها مستاءة. يسبب هذا التوتر بينها وبين مانو وجاسي وبايال؛ تشعر مانو بالذنب وتقرر المغادرة. لكن تانو تأتي إلى محطة القطار لإيقافه وتخبره أنها على وشك الهروب، وأنها وحبيبها سيتزوجان سراً في مكتب مسجل، ثم يقدمان لوالديها أمراً واقعاً. طلبت منه البقاء حتى الزفاف.
يشعر مانو بالحزن ويعود إلى تشانديغار. يلتقي راجا ويكتشف أن راجا سيتزوج، وأن تانو هي في الواقع صديقته. راجا وتانو يذهبان إلى مكتب مسجل الزواج. ولكن لم يتمكنا من تسجيل زواجهما بسبب ضيق الوقت وعدم توفر القلم. على الرغم من أن مانو لديه قلم، إلا أنه لا يقدمه. يقنع مانو والدي تانو بزواج تانو وراجا.
أثناء التسوق لحفل الزفاف، يعترف مانو لتانو بأنه كان يحبها طوال الوقت، وفي الواقع، أحضر قلمًا إلى مكتب المسجل لكنه أخفاه عمدًا. يتعلم راجا عن مانو وتانو ويتشاجر مع راجا. تعترف تانو بأنها لديها مشاعر تجاه مانو وتطلب منه أن يتزوجها، معلنة أن شهرًا من أداء واجباتها الزوجية سيجعلها تنسى كل شيء. إنها ممزقة وعاطفية، وتسحب مانو جانبًا، وتطالب بمعرفة بوضوح ما إذا كان يحبها أم لا. مانو يفعل ذلك. تشعر تانو بالارتياح والبهجة، وتقرر الزواج من مانو، وليس راجا.
يصل راجا مع موكب الزفاف إلى حفل زفاف تانو ومانو. راجا يلوح بمسدسه ويخلق مشهدًا. لكن مانو يرفض أن يخاف ويبدأ في التفكير مع راجا. يوجه راجا البندقية ويكاد يسحب الزناد، لكنه يفكر بشكل أفضل في النهاية. يقول إن لا أحد يريده أن يتزوج من تانو؛ حتى والدته لم تمنحه مباركتها لذلك. ثم يذكّر مانو بالوعد الذي قطعه له، ويقرر الوفاء بوعده ويخبر تانو أنه قد يكون أشياء كثيرة، لكنه ليس خائنًا. يضحي راجا بحبه، ويدعي أنه يحب تانو، لذلك من أجل سعادتها، يغادر بينما تبدأ إجراءات زفاف تانو ومانو مرة أخرى.

## طاقم التمثيل
- آر مادهافان بدور الدكتور مانوج "مانو" كومار شارما
- كانجانا رانوت في دور تانوجا "تانو" تريفيدي
- جيمي شيرجيل في دور رجا أواستي، صديق تانو
- إعجاز خان في دور جاسبريت "جاسي" جيل
- سوارا بهسكار في دور بايال سينها جيل
- ديباك دوبريال في دور بابي كوتي
- كي كي راينا في دور كيشان كومار شارما
- ديبتي ميشرا في دور أنجو شارما
- راجندرا جوبتا في دور راجندرا تريفيدي
- نافني باريهار في دور رادها تريفيدي
- نيها كول في دور أيوشي أواستي، أخت رجا
- رافي كيشان في دور صديق راجا (ظهور قصير)
- أركانا شوكلا في دور بلبل ساس

## الموسيقى التصويرية
تم تأليف الموسيقى التصويرية بواسطة كريشنا سولو وكلمات كتبها راجشيخار.
| أغنية                            | المغني(ون)                                         | مدة  |
| -------------------------------- | -------------------------------------------------- | ---- |
| "سعدي غالي" - ( إيقاع دول باس )  | ليهمبر حسينبوري                                    | 4:24 |
| "يون هاي"                        | موهيت شوهان ، أوجيني موخيرجي                       | 4:19 |
| "رانجريز"                        | كريشنا سولو                                        | 6:12 |
| "بيا"                            | روب كومار راثود                                    | 5:29 |
| "مانو بهايا"                     | سونيدهي شوهان، أوجيني موخيرجي، نيلادري             | 4:49 |
| "جوجني"                          | ميكا                                               | 3:11 |
| "رانجريز" (يا رانجريز مجرد مهلا) | الإخوة وادالي (بورانشاند وادالي، بياري لال وادالي) | 6:24 |

## روابط خارجية
- تانو يتزوج مانو على موقع IMDb (الإنجليزية)
- تانو يتزوج مانو على موقع نتفليكس (الإنجليزية)
- تانو يتزوج مانو على موقع ألو سيني (الفرنسية)
- تانو يتزوج مانو على موقع Turner Classic Movies (الإنجليزية)
- تانو يتزوج مانو على موقع أول موفي (الإنجليزية)
- تانو يتزوج مانو على موقع فيلمافينيتي (الإسبانية)
- تانو يتزوج مانو على موقع قاعدة بيانات الفيلم (الإنجليزية)
- تانو يتزوج مانو على موقع ليتربوكسد (الإنجليزية)
- تانو يتزوج مانو على موقع كينوبويسك (الروسية)